# Polygonum pilushanense
Polygonum pilushanense är en slideväxtart som beskrevs av Y.C. Liu & C.H. Ou. Polygonum pilushanense ingår i släktet trampörter, och familjen slideväxter. Inga underarter finns listade i Catalogue of Life.